# Programa de Apoio ao Desenvolvimento Institucional do Sistema Único de Saúde
O Programa de Apoio ao Desenvolvimento Institucional do Sistema Único de Saúde (Proadi-SUS) foi criado, em 2009, com a finalidade de promover o desenvolvimento institucional e o fortalecimento do Sistema Único de Saúde (SUS), através de ações, pesquisas, projetos e serviços prestados por "Entidades de saúde de reconhecida excelência" (Esres), remuneradas através da concessão de imunidade tributária.
As Esres devem ser instituições sem fins lucrativos, certificadas como Entidades Beneficentes de Assistência Social (CEBAS), e sua aprovação segue critérios de avaliação estabelecidos pelo Ministério da Saúde. Atendidos os requisitos, é celebrado um "Termo de Ajuste", entre Esre e Ministério, documento que regula a execução de projetos nas seguintes áreas: (1) estudos de avaliação e incorporação de tecnologia; (2) capacitação de recursos humanos; (3) pesquisas de interesse público em saúde; e (4) desenvolvimento de técnicas e operação de gestão em serviços de saúde.
Também está prevista a prestação de serviços assistenciais (ambulatoriais e hospitalares), desde que não ultrapasse 30% do valor da imunidade das contribuições sociais usufruída. Este acordo é válido por três anos, podendo ser renovado sucessivamente.
A governança do Proadi-SUS é atribuição do seu Comitê Gestor, formado pelo Ministro da Saúde (presidente) e pelos presidentes do Conselho Nacional de Secretários de Saúde (CONASS) e do Conselho Nacional de Secretarias Municipais de Saúde (CONASEMS). Este colegiado define, por consenso, estratégias, diretrizes e temas prioritários para o Programa, além de avaliar e aprovar os projetos propostos pelas entidades e acompanhar sua execução e prestação de contas.
Atualmente, as instituições credenciadas ao Proadi-SUS são: Hospital Alemão Oswaldo Cruz, Beneficência Portuguesa de São Paulo, Hospital do Coração, Hospital Israelita Albert Einstein, Hospital Moinhos de Vento e Hospital Sírio-Libanês.